# La Rubia (Argentina)
La Rubia es una localidad argentina ubicada en el departamento San Cristóbal de la provincia de Santa Fe. Se encuentra sobre la ruta nacional 34, la cual constituye su principal vía de comunicación vinculándola al norte con Ceres y al sur con Sunchales.
Es una zona de producción cárnica.
Se encuentra a aproximadamente 250 kilómetros de  Santa Fe, capital de la provincia homónima. El distrito  de La Rubia limita, al sur con el distrito Arrufó, al este con Ambrosetti, al norte con Hersilia.
Los campos donde ahora se encuentra la localidad, pertenecieron a José Bernardo Iturraspe. En 1890 comenzó a funcionar la estación del Ferrocarril. Al poco tiempo se formó una colonia llamada Roncan. Luego la colonia comenzó a ser conocida como La Rubia, en homenaje a la esposa de un heredero de Iturraspe.
Entre sus instituciones se cuenta el Club Atlético Independiente.

## Población
Cuenta con 466 habitantes (Indec, 2010), lo que representa un descenso frente a los 530 habitantes (Indec, 2001) del censo anterior.
| Gráfica de evolución demográfica de La Rubia entre 1991 y 2010 |
|                                                                |
| Fuente: Censos nacionales del INDEC                            |